# Tratado Holguín-Avebury
El Tratado Holguín-Avebury fue un acuerdo o convenio comercial suscrito en Londres el 20 de abril de 1905, por Jorge Holguín en representación de Colombia y Lord Avebury representante del Reino Unido.

## Acuerdo
Devolvió a la Colombia el crédito perdido con los acreedores extranjeros y creó el Banco Central de Colombia durante el gobierno de Rafael Reyes. Además hace elevar el precio de los papeles de Colombia en las bolsas de París y Londres y permite conseguir financiación para las obras públicas más urgentes.Beneficio la construcción de ferrocarriles. Se regulariza el pago de la deuda externa.Fue aprobado el 30 de junio de 1905.